# تيرابغون (مقاطعة تشرام)
تيرابغون (بالفارسية: تیرابگون) هي قرية تقع في قسم سرفارياب الريفي (مقاطعة تشرام) في إيران. يقدر عدد سكانها بـ 92 نسمة بحسب إحصاء 2016.